# سمعان المجوسي
سمعان المجوسي (باليونانية Σίμων ό μάγος) أو سمعان الساحر، اسم استعمله الكتاب المسيحيون القدماء للإشارة إلى شخص عرف بأنه سامري غنوصي. واستعمل الاسم للإشارة إلى شخص أسس فرقة دينية خاصة به. درج المسيحيون الأوائل على اعتبار سمعان المجوسي أول الهراطقة، وفي الوقت عينه أول الغنوصيين؛ وقد ورد ذكره في أعمال الرسل، في معرض الحديث عن مرور القديس بولص بالسامرية. ويبدو أنه جرى الخلط بينه وبين سمعان آخر، سامريٌ أيضاً، وزعيم بدعة سمعانيين يحدثنا عنها كل من جوستينيان وإيرينيوس ومؤلف الـPhilosophoumena. الكتاب الذي نُسب، على التوالي، إلى أوريجان وترتليان والقديس إيبولت.